# 토론토 메이플리프스
토론토 메이플리프스(영어: Toronto Maple Leafs)는 캐나다 온타리오주 토론토를 연고지로 하는 프로 아이스하키 팀이다. 이 팀은 현재 NHL의 동부 콘퍼런스 애틀랜틱 디비전에 속해 있으며, 1926년 NHL 창립 당시 원년 팀 중 하나이기도 하다.

## 역대 홈경기장
| 경기장              | 사용기간      | 수용인원 | 장소              | 비고                                        |
| ------------------- | ------------- | -------- | ----------------- | ------------------------------------------- |
| 토론토 메이플리프스 |               |          |                   |                                             |
| 아레나 가든         | 1927년~1931년 | 7,500명  | 온타리오주 토론토 | 현재 경기장명은 뮤추얼 스트리트 아레나이다. |
| 메이플 리프 가든스  | 1931년~1999년 | 2,796명  | 온타리오주 토론토 | 빈칸                                        |
| 스코샤뱅크 아레나   | 1999년~현재   | 18,819명 | 온타리오주 토론토 | 에어 캐나다 센터 (1999년~2018년)            |